# Xyris jupicai
Espèce

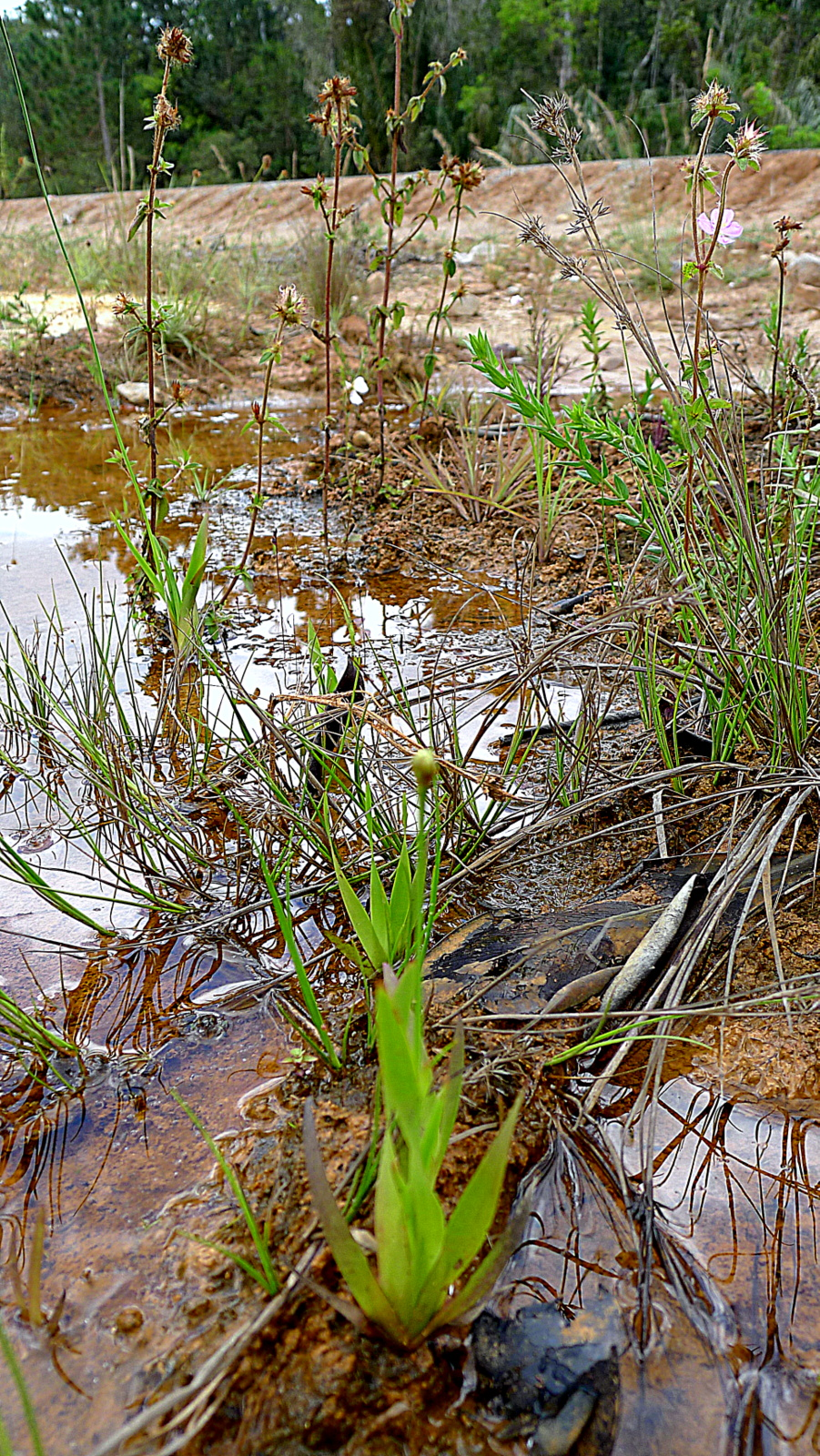
Plante entière au Brésil

Xyris jupicai est une espèce de la famille des Xyridaceae. Son nom commun est Richard's yelloweyed grass en anglais, (Herbe aux yeux jaunes de Richard en français) est une espèce de plante à fleurs du Nouveau Monde. Son aire de répartition naturelle s'étend du sud du New Jersey à l'Amérique tropicale et subtropicale. Il pousse  principalement dans le biome subtropical et est répandu en Amérique du Nord, en Amérique du Sud, en Méso-Amérique et aux Antilles,,,,,.

## Description
Xyris jupicai est une plante herbacée annuelle ou bisannuelle atteignant 100  cm de hauteur avec des feuilles ressemblant à de l'herbe jusqu'à 60  cm  de long et des fleurs jaunes.
Il est utilisé comme médicament.

## Systématique
Le nom correct complet (avec auteur) de ce taxon est Xyris jupicai Rich..
Xyris jupicai a pour synonymes :
- Xyris acuminata Miq.
- Xyris acuminata Miq. ex Steud.
- Xyris anceps Pers.
- Xyris arenicola Miq.
- Xyris communis Kunth
- Xyris guianensis Klotzsch
- Xyris gymnoptera Griseb.
- Xyris jupicae var. brachylepis Malme
- Xyris jupicae Michx.
- Xyris jupicai var. brachylepis Malme
- Xyris jupicai var. humilis (Kunth) Malme
- Xyris jupicii Michx.
- Xyris laxifolia var. minor Mart.
- Xyris laxifolia var. sellowiana (Kunth) Seub.
- Xyris macrocephala f. minor (Mart.) M.Kuhlm. & Kuhn
- Xyris macrocephala f. minor (Mart.) Malme
- Xyris macrocephala var. minor (Mart.) L.A.Nilsson
- Xyris macrocephala Vahl
- Xyris partita Chapm.
- Xyris partita Chapm. ex Ries
- Xyris sellowiana f. humilis Kunth
- Xyris sellowiana Kunth
- Xyris surinamensis Miq.